# Permanomiidae
Permanomiidae zijn een uitgestorven familie van tweekleppigen uit de orde Pectinida.

## Taxonomie
De volgende taxa zijn bij de familie ingedeeld:
- Geslacht  † Permanomia Newell & Boyd, 1970
  -  † Permanomia texana Newell & Boyd, 1970